# ビンルック県
ビンルック県（ビンルックけん、ベトナム語：Huyện Bình Lục / 縣平陸?）は、ベトナム社会主義共和国ハナム省の県である。

## 行政区画
以下の1市鎮18社を管轄する。
- ビンミー市鎮（Bình Mỹ / 平美）
- アンドー社（An Đổ / 安堵）
- アンラオ社（An Lão / 安老）
- アンミー社（An Mỹ / 安美）
- アンニン社（An Ninh / 安寧）
- アンノイ社（An Nội / 安內）
- ビンギア社（Bình Nghĩa / 平義）
- ボデ社（Bồ Đề / 菩提）
- ボイカウ社（Bối Cầu / 貝梂）
- ドンサー社（Đồn Xá / 屯舍）
- ドンズー社（Đồng Du / 桐油）
- フンコン社（Hưng Công / 興功）
- ラソン社（La Sơn / 羅山）
- ミトー社（Mỹ Thọ / 美壽）
- ゴクルー社（Ngọc Lũ / 玉縷）
- ティエウドン社（Tiêu Động / 蕉洞）
- チャンアン社（Tràng An / 長安）
- チュンルオン社（Trung Lương / 忠良）
- ヴーバン社（Vũ Bản / 務本）